# Fortaleza (cristianismo)

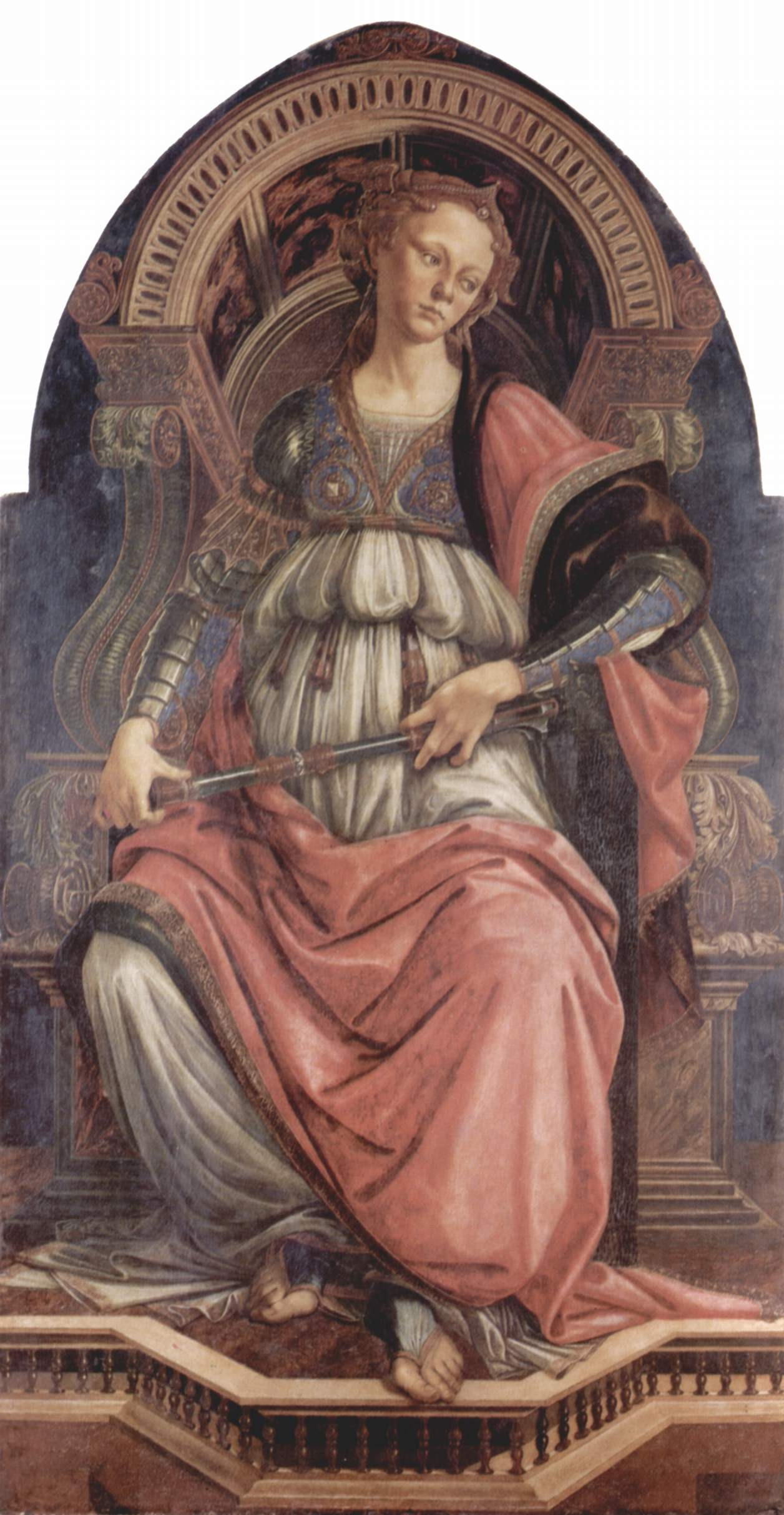
Fortaleza, de Sandro Botticelli (1470).

En la teología cristiana, la fortaleza es una de las virtudes cardinales que consiste en vencer el temor y huir de la temeridad.

## Etimología y acepciones
La palabra fortaleza deriva del vocablo latino fortis, "fuerte". Abarca los dos conceptos de «fuerza física» y «energía de ánimo» y no debe confundirse con el concepto y el vocablo «violencia». Por la primera acepción el hombre repele y supera los ataques físicos mientras que por la segunda soporta, rechaza y supera las grandes dificultades que se oponen o le impiden la «realización moral del bien según el orden de la razón». Como indica el título del artículo, se trata de exponer la fortaleza según la segunda acepción antes citada (energía de ánimo), no en el sentido de la primera acepción (fuerza física).

## Definición de fortaleza
La fortaleza es una virtud, una de las cuatro virtudes cardinales. El «sujeto» es el apetito irascible en cuanto está subordinado a la razón. Su «fin» es quitar los impedimentos de temor o temeridad que llevan consigo las pasiones, para conseguir que la voluntad no deje de guiarse por los dictados de la recta razón frente a los serios males y peligros corporales.

## Teología moral de la fortaleza
En la teología cristiana, la fortaleza es una de las cuatro virtudes cardinales junto con la prudencia, justicia y templanza. Consiste en vencer el temor y huir de la temeridad. Para los cristianos, la fortaleza asegura la firmeza en las dificultades y la constancia en la búsqueda del bien, llegando incluso a la capacidad de aceptar el eventual sacrificio de la propia vida por una causa justa. La fortaleza da firmeza a las decisiones tomadas para resistir las tentaciones y superar los obstáculos que se presenten en la vida moral de cada persona. Esta virtud capacita para vencer el miedo, incluso a la propia muerte, así como para afrontar las pruebas y las persecuciones.
La fortaleza se describe como la virtud que da valor al alma para poder afrontar con coraje y vigor los riesgos, moderando el ímpetu de la audacia. Su fin es ordenar el apetito a la razón, de modo que la voluntad siga la razón cristiana ante los peligros o dificultades.